# Condecoracions de Bèlgica
Les condecoracions de Bèlgica comprenen els ordes i distincions civils i militars concedides per reconèixer les accions específiques dels individus o d'una unitat armada.

## Ordes
Orde de Leopold (Ordre de Léopold/Leopoldsord)
 Orde de l'Estrella Africana (Ordre de l'Étoile Africaine/Orde van de Afrikaanse Ster) (orde dorment)
 Orde Reial del Lleó (Ordre Royal du Lion/Orde van de Leeuw) (orde dorment)
 Orde de la Corona (Ordre de la Couronne/Kroonorde)
 Orde de Leopold II (Ordre de Léopold II/Leopoldsorde II)

## Medalles de guerra i condecoracions militars
Medalla del Mèrit de la Guàrdia Cívica ( Médaille du Mérite de la Garde Civique )
 Estrella d'Honor de 1830 ( Étoile d'Honneur 1830)
 Creu de Ferro ( Croix de Fer/ IJzeren Kruis)
 Creu commemorativa dels voluntaris de 1830 ( Croix Commémorative des Volontaires de 1830/ Herinneringskruis voor de Vrijwilligers van 1830)
 Medalla commemorativa de 1870-71 (Médaille Commémorative 1870–71/ Herinneringsmedaille 1870–71)

### Primera Guerra Mundial
Creu de Guerra 1914 (Croix de guerre 1914/ Oorlogskruis 1914)
 Medalla d'Yser (Médaille de l'Yser/Medaille van de IJzer )
 Creu del Foc 1914-1918 ( Croix du Feu/Vuurkruis )
 Medalla del Combatent Voluntari 1914-1918 (Médaille du Combattant Volontaire 1914–1918/Medaille van de Vrijwillige Strijder 1914–1918)
 Medalla commemorativa de la guerra 1914-1918 (Médaille Commémorative de la Guerre 1914–1918/Oorlogsherinnerinsmedaille 1914–1918)
 Medalla commemorativa de les campanyes d'Àfrica 1914-1914 (Médaille Commémorative des Campagnes d'Afrique 1914–1917/Herinneringsmedaille van de Afrikaanse Veldtochten 1914–1917)
 Medalla de Lieja (Médaille de Liège/Medaille van Luik)
 Medalla de presoner polític 1914-1918 (Médaille du Prisonnier Politique 1914–1918/Medaille van de Politieke Gevangene 1914–1918)
 Creu dels deportats 1914-1918 (Croix des Déportés 1914–1918/Weggevoerdenkruis 1914–1918)
 Medalla del Rei Albert (Médaille du Roi Albert/Koning Albert Medaille)
 Medalla de la Reina Elisabet (Médaille de la Reine Elisabeth/Koningin Elisabeth Medaille)
 Medalla commemorativa del Comitè Nacional de Socors i Alimentació (Médaille Commémorative du Comité National de Secours et d'Alimentation/Herinneringsmedaille van het Nationaal Steun- en Voedselvoorzieningkomitee)
  Medalla interaliada de la Victòria 1914-1918 (Médaille Interalliée de la Victoire 1914–1918/Intergeallieerde Overwinningsmedaille 1914–1918)
 Medalla de la Restauració Nacional 1914-1918 (Médaille de la Restauration Nationale 1914–1918/Medaille van de Nationale Herstelling 1914–1918)
 Condecoració Cívica 1914-1918 ( Décoration Civique 1914–1918/Burgerlijke Decoratie 1914–1918)

### Segona Guerra Mundial
Creu de Guerra 1940 (Croix de guerre 1940/ Oorlogskruis 1940)
 Medalla marítima 1940-1945 (Médaille Maritime 1940–1945/Maritieme Medaille 1940–1945)
 Medalla del combatent militar 1940-1945 (Médaille du Combattant Militaire de la Guerre 1940–1945/Medaille van de Militaire Strijder 1940–1945)
 Medalla del voluntari 1940-1945 (Médaille du Volontaire 1940–1945/Medaille van de Oorlogsvrijwilliger 1940–1945)
 Medalla de la guerra africana 1940-1945 (Médaille de la Guerre Africaine 1940–1945/Afrikaanse Oorlogsmedaille 1940–1945)
 Medalla de l'esforç de guerra colonial 1940-1945 (Médaille de l'Effort de Guerre Colonial 1940–1945/Medaille voor de Koloniale Oorlogsinspanning 1940–1945)
 Medalla de la Resistència (Médaille de la Résistance/Medaille van de Weerstand)
 Medalla de la Desobediència civil (' Médaille du Réfractaire/Werkweigeraarsmedaille) 
 Creu del presoner polític 1940-1945 (Croix du Prisonnier Politique 1940–1945/Het Politieke Gevangenkruis 1940–1945)
 Medalla de presoner de guerra 1940-1945 (Médaille du Prisonnier de Guerre 1940–1945/Krijgsgevangenenmedaille 1940–1945)
 Medalla dels evadits 1940-1945 (Croix des Évadés 1940–1945/Kruis der Ontsnapten 1940–1945)
 Medalla del resistent contra el nazisme als territoris annexionats (Médaille du Résistant contre le Nazisme dans les Territoires Annexées/Medaille voor Weerstand tegen het Nazisme in de Geannexeerde Gebieden )
 Medalla commemorativa de la guerra 1940-1945 (Médaille Commémorative de la Guerre 1940–45/De Herinneringsmedaille van de Oorlog 1940–1945)
 Medalla del reconeixement belga 1940-1945 (Médaille de la Reconnaissance Belge 1940–1945/Erkentelijkheidsmedaille 1940–1945)
 Condecoració cívica 1940-1945 (Décoration Civique 1940–1945/Burgerlijke Decoratie 1940–1945)

### Guerra de Corea
Medalla commemorativa dels teatres d'operacions estrangers amb barra "Corea" ( Médaille Commémorative des Théatres d'Opérations Extérieurs avec barette "Corée-Korea"/Herinneringsmedaille voor Buitenlandse Operaties met "Corée-Korea" gesp )
 Medalla del voluntari de guerra ( Médaille du Volontaire de Guerre/Medaille van de Oorlogsvrijwilliger )
 Medalla del combatent de guerra voluntari ( Médaille du Volontaire de Guerre Combattant/Medaille van de Oorlogsvrijwillige Strijder )

### Medalles actuals
Medalla militar pel servei excepcional o accions de coratge o devoció (Décoration militaire pour service exceptionnel ou acte de courage ou de dévouement/Militair ereteken voor buitengewone dienst of voor daad van moed of toewijding )
 Creu Militar (Croix Militaire/Militaire Kruis)
 Medalla Militar (Décoration militaire/Militair Ereteken )
 Creu de Guerra ( Croix de guerre / Oorlogskruis)
 Creu d'Honor pel servei militar a l'estranger (Croix d'Honneur pour Service Militaire à l'Étranger/Erekruis voor Militaire Dienst in het Buitenland)
 Creu commemorativa per les operacions armades humanitàries (Médaille commémorative pour opérations humanitaires armées/Herinneringsmedaille voor Gewapende Humanitaire Operaties)
 Medalla pels serveis rendits (Médaille pour Services Rendus/Medaille voor Bewezen Diensten)
 Creu commemorativa per les missions o operacions a l'estranger (Médaille Commémorative pour Missions ou Opérations à l'Étranger/Herinneringsmedaille voor buitenlandse opdrachten of operaties )
 Medalla del Mèrit Militar (Médaille du Mérite Militaire/Medaille van militaire verdienste )
 Medalla commemorativa de la Marxa Europea del Record i l'Amistat (Médaille commémorative de la "Marche Européenne du Souvenir et de l'Amitié"/Herinneringsmedaille van de "Europese Mars van de Herdenking en de Vriendschap")
 Medalla commemorativa dels "Quatre Dies del Yser" (Médaille commémorative de la "Marche Européenne du Souvenir et de l'Amitié"/Herinneringsmedaille van de "Europese Mars van de Herdenking en de Vriendschap")

## Condecoracions civils
Condecoració cívica per accions de coratge, devoció i humanitat (Décoration Civique pour acts de courage, dévouement et humanité/Burgerlijke Ereteken voor moedige daad, toewijding en menslievendheid )
 Condecoració cívica pel servei a l'administració (Décoration Civique pour acts de courage, dévouement et humanité/Burgerlijke Ereteken voor moedige daad, toewijding en menslievendheid)
 Condecoració pel treball ( Décoration du Travail/Decoratie voor Arbeid)
 Medalla per la Mutualitat ( Décoration des Mutualités/Decoratie voor Mutualiteiten )
 Insígnia d'Honor pel Treball ( Insigne d'Honneur du Travail/Ereteken van de Arbeid )

## Medalles commemoratives
Medalla commemorativa del 50è aniversari de la creació dels ferrocarrils 1834–1884 ( Décoration Commémorative du 50ème Anniversaire de la Création des Chemins de Fer 1834–1884/Commemorative Decoratie van de 50e Verjaardag van de Schepping van de Spoorwegen 1834–1884)
 Medalla commemorativa del regnat del rei Leopold II 1865–1909 ( Médaille Commémorative du Règne du Roi Léopold II 1865–1909/Herinneringsmedaille aan de Regeerperiode van Leopold II 1865–1909)
 Medalla commemorativa del 75è aniversari de l'emissió del primer segell postal i del 50è aniversari de la participació de Bèlgica a la Unió Postal Universal 1849-1924 ( Décoration commémorative du 75ème anniversaire de l'emission du premier timbre-poste en Belgique et 50ème anniversaire de la participation de la Belgiqie à l'Union Postale Universelle 1849–1924/Herinneringsmedaille van de 75ste verjaardag van de eerste postzegeluitgifte en de 50ste verjaardag van België als lid van de wereldpostvereniging 1849–1924)
 Medalla commemorativa del centenari de la independència nacional 1830-1930 ( Médaille Commémorative du Centenaire de l'Indépendance Nationale 1830–1930/Herinneringsmedaille van 100 Jaars de Onafhankelijkheid 1830–1930)
 Medalla commemorativa del centenari del servei telegràfic 1846-1946 ( Médaille Commémorative du Centenaire du Service Télégraphique 1846–1946/Herinneringsmedaille van de 100ste Verjaardag van de Telegraphische Diensten 1846–1946)
 Medalla commemorativa del centenari del servei postal belga i del 75è aniversari de la participació de Bèlgica a la Unió Postal Universal 1849-1949 ( Décoration commémorative du 100ème anniversaire de l'emission du premier timbre-poste en Belgique et 75ème anniversaire de la participation de la Belgiqie à l'Union Postale Universelle 1849–1949/Herinneringsmedaille van de 100ste verjaardag van de eerste postzegeluitgifte en de 75ste verjaardag van België als lid van de wereldpostvereniging 1849–1949)
 Medalla commemorativa del regant del rei Albert I 1909–1934 ( Médaille Commémorative du Règne du Roi Albert I 1909–1934/Herinneringsmedaille aan de Regeerperiode van Albert I 1909–1934)

## Creu Roja belga
Orde de la Creu Roja Belga ( Ordre de la Croix Rouge Belge/Orde van het Belgische Rode Kruis )
 Medalla de donant de sang ( Médaille de Donneur de Sang/Bloeddonor Medaille )
 Creu d'Honor de la Creu Roja Belga 1940-1945 ( Croix d'Honneur de la Croix Rouge Belge 1940–1945/Erekruis van het Belgische Rode Kruis 1940–1945 )
 Condecoració de la Creu Roja Belga 1940-1945 ( Décoration de la Croix Rouge Belge 1940–1945/Ereteken van het Belgische Rode Kruis 1940–1945)